# Teemu Rannikko
Teemu Sakari Rannikko (Turku, 9 settembre 1980) è un allenatore di pallacanestro ed ex cestista finlandese.

## Carriera
Cresciuto nelle giovanili del Pillosetin Finlandia, in passato ha militato con squadre italiane, quali la Pallacanestro Reggiana, Roseto Basket e la Scavolini Pesaro. Nel 2005 è stato vittima di un infortunio al legamento crociato del ginocchio.
Dal 2005 al 2007 è nel roster dell'Olimpia Lubiana, squadra slovena con cui disputa l'Euroleague Basketball.
Dal 2007 sino al 2009 va a giocare in Russia con il Chimki vincendo una coppa nazionale nel 2008.
Nella stagione 2009-10 ha giocato in Spagna nel Club Baloncesto Granada. Il 21 luglio 2010 è stato ufficializzato il suo trasferimento alla Pallacanestro Varese. Il 22 giugno 2011 la Pallacanestro Varese comunica il suo rinnovo per un altro anno, con l'opzione per il secondo, venendo anche nominato capitano della squadra.

## Palmarès

### Squadra
- Campionato finlandese: 4

Turun NMKY: 1999-2000
Joensuun Kataja: : 2014-15, 2016-17
Vilpas Vikings: : 2020-21
- Coppa di Finlandia: 2

Turun NMKY: 1999
Vilpas Vikings: : 2019
- Campionato sloveno: 1

Union Olimpija: 2006
- Coppa di Slovenia: 2

Union Olimpija: 2006, 2013
- Coppa di Russia: 1

Chimki: 2007-08
- Supercoppa slovena: 1

Union Olimpija: 2005

### Individuale
- Korisliiga MVP: 4

Piiloset: 1998-1999, 1999-2000
Joensuun Kataja: 2014-2015, 2015-16
- Giocatore finlandese dell'anno

2003, 2006, 2007, 2009, 2010
- Vincitore gara tiro da tre punti All-Star Game Campionato sloveno

2006
- Korisliiga MVP finali: 2

Joensuun Kataja: 2014-15, 2016-17